# Nikolaus Mercator

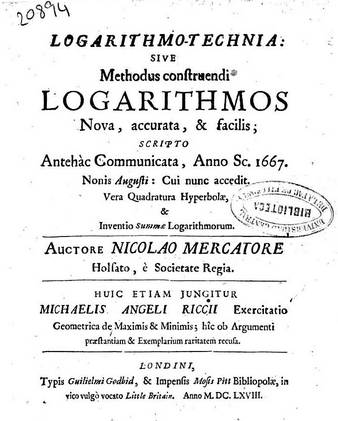
Strona tytułowa pracy Logaritmo-technia.

Nikolaus Mercator (ur. ok. 1620 w Holsztynie, zm. 14 stycznia 1687 w Paryżu), znany również pod swoim niemieckim nazwiskiem Kaufmann – niemiecki matematyk i astronom, znany głównie z rozwinięcia w szereg funkcji {\displaystyle \ln(1+x)}.

## Życiorys
Urodził się jako Nikolaus Merchator w Eutinie około roku 1620, jego ojcem był nauczyciel w szkole w Oldenburgu. W 1632 zaczął naukę na uniwersytecie w Rostocku, w 1641 ukończył naukę i rok później dostał stanowisko na wydziale filozofii. W 1648 rozpoczął pracę na uniwersytecie Kopenhaskim, gdzie wykładał 6 lat. W tym czasie opublikował kilka artykułów o trygonometrii sferycznej, geografii i astronomii. Po sześciu latach pracy, ze względu na epidemię, opuścił Kopenhagę. Około roku 1660 przeniósł się do Anglii, tam w 1668 opublikował dzieło Logaritmo-technia, w którym pokazuje równość
{\displaystyle \ln(1+x)=\sum _{n=1}^{\infty }(-1)^{n+1}{\frac {x^{n}}{n}}=x-{\frac {x^{2}}{2}}+{\frac {x^{3}}{3}}-\dots ,\quad -1<x\leqslant 1.}
nazywaną czasem szeregiem Mercatora. W 1682 roku na prośbę Jeana-Baptiste’a Colberta przeprowadził się do Paryża, gdzie miał zaprojektować fontanny w Wersalu, jednak pokłócony ze swoim zleceniodawcą nie ukończył projektu. Niedługo potem, 14 stycznia 1687 roku, zmarł.

## Dzieła
- 1651: Trigonometria sphaericorum logarithmica, Kopenhaga
- 1664: Hypothesis astronomica nova, Londyn
- 1668: Logarithmo-technia, Londyn
- 1676: Institutiones astronomicae, Londyn[1]